# Bakuman.
Bakuman. (バクマン。) est un manga écrit par Tsugumi Ōba et dessiné par Takeshi Obata, les auteurs de Death Note. Il a été prépublié dans le magazine hebdomadaire Weekly Shōnen Jump de Shūeisha entre août 2008 et avril 2012, et a été compilé en un total de vingt tomes reliés. La version française est publiée en intégralité aux éditions Kana.
Une adaptation en anime a vu le jour avec trois saisons de vingt-cinq épisodes diffusées entre le 2 octobre 2010 et le 30 mars 2013 sur la chaîne de télévision japonaise NHK E, et diffusée à partir du 2 octobre 2013 sur la chaîne de télévision française Mangas. Les droits TV, VOD, DVD, Blu-ray et merchandising pour l'animé Bakuman ont été acquis par VIZ Media Europe pour la France, l'Italie, l'Allemagne, l'Espagne, le Portugal et l'Angleterre. Ainsi, c'est Kazé qui édite et distribue l'anime en France.
Une adaptation live réalisée par Hitoshi Ōne, avec dans les rôles principaux Takeru Satoh et Ryunosuke Kamiki, est sortie le 3 octobre 2015 au Japon.

## Synopsis
Moritaka Mashiro est en 3e année de collège et est très doué pour le dessin, c'est d'ailleurs le neveu d'un mangaka qui a connu son heure de gloire avant de ne plus avoir de succès et de mourir dans l'indifférence du public. Mashiro est amoureux d'une fille de sa classe, Miho Azuki, mais n'ose pas lui avouer ses sentiments. Akito Takagi, le premier de la classe, propose à Mashiro de s'associer avec lui afin qu'ils réalisent un manga.
Mashiro refuse tout d'abord la proposition, jusqu'au soir où Takagi lui propose de le rejoindre devant chez Azuki. Celle-ci leur confirme alors vouloir devenir comédienne de doublage. Établissant un lien avec l'histoire de son oncle, Mashiro, fort troublé, lui dit alors, machinalement : « Si nous arrivons à réaliser notre rêve, voudras-tu m'épouser ? » À la surprise des deux protagonistes, Miho accepte, mais à condition qu'ils ne se voient plus jusqu'à ce que leur rêve soit devenu réalité. Mashiro et Akito se lancent alors dans la folle aventure de créer un manga à succès, avec le soutien de la famille de Mashiro qui lui confie les clés de l'atelier de son oncle défunt.
Les deux adolescents se consacrent ainsi à l'écriture d'un manga et découvrent l'univers de l'édition manga au Japon, avec ses joies et ses déconvenues.

## Personnages

### Personnages principaux
- Moritaka Mashiro (真城 最高, Mashiro Moritaka?) :

Connu sous son pseudonyme Muto Ashirogi (亜城木 夢叶, Ashirogi Muto), et Saikô (サイコー, Saikō) pour les intimes. Collégien de 14 ans. Doté d'un talent pour le dessin, il rêvait de pouvoir devenir mangaka grâce à son oncle qui était professionnel. Malheureusement, son oncle décède et Mashiro croit qu'il est suicidé - ce qui lui fait abandonner (pour un temps) son plan de carrière pour vivre une vie "normale" composée de l'école, d'étude et de jeux vidéo, uniquement éclairé d'un amour secret pour sa camarade de classe, Miho Azuki. Un jour, ayant oublié son cahier de maths en classe, il tombe sur Akito, un camarade de sa classe, qui lui propose de faire équipe et devenir mangakas. Moritaka accepte de faire équipe avec Akito en découvrant que Miho, elle, rêve de faire du doublage. À la suite d'un enchaînement rocambolesque, il propose à cette dernière de l'épouser une fois leurs rêves accomplis : publier une série dessinée, laquelle sera adaptée en dessin animé pour Moritaka, et le doublage du rôle féminin principal dans leur dessin animé pour Miho.
- Akito Takagi (高木 秋人, Takagi Akito?) :

Connu sous son pseudonyme Muto Ashirogi (亜城木 夢叶, Ashirogi Muto), et Shûjin (シュージン, Shūjin) pour les intimes. Collégien de 14 ans. Doté d'un talent pour l'écriture, il rêvait de pouvoir devenir mangaka depuis tout petit, au moment où il a compris que son avenir ne devait pas être décidé par ses parents, mais par lui-même. Il est très intelligent et même premier de la classe à chaque examen. Ayant repéré Moritaka et son talent pour le dessin, il réussit à le convaincre de faire équipe avec lui et devenir mangakas. Dans la vie, il sort avec Kaya Miyoshi et vit à l'écart de ses parents dans une petite chambre louée à proximité du lycée, avant d'emménager avec Kaya dans un appartement trouvé par le père de celle-ci comme cadeau de mariage.
- Miho Azuki (亜豆 美保, Azuki Miho?) :

Camarade de classe de Moritaka et de Akito. Elle est la fille la plus belle du collège, selon Mashiro. Elle vient d'une famille aisée et rêve de faire du doublage. Un soir, elle accepte la demande en mariage de Mashiro à une seule condition : qu'ils ne se revoient plus avant d'avoir accompli leurs rêves tout en restant en contact par courriel. Belle, discrète et travailleuse, elle ne participe pas à la création des mangas du duo. Sa mère était l'ancien amour secret de l'oncle de Mashiro, qui, n'ayant plus la patience d'attendre sa déclaration, a épousé un autre homme. Miho, elle, attendra toujours - mais elle préférerait ne pas être une vieille femme à ce moment-là!
- Kaya Miyoshi (見吉 香耶, Miyoshi Kaya?) :

Meilleure amie de Miho et petite amie (et plus tard, épouse) de Akito. Elle aide ses amis à accomplir leur rêve et aide Moritaka et Akito à la création de leur manga pour les aplats et les trames. Ancienne karatéka en quête de féminité, dotée d'un solide caractère et d'un punch dévastateur, elle est la "manuelle" du trio.

### Personnages secondaires
- Eiji Niizuma (新妻 エイジ, Nīzuma Eiji?)

Mangaka surdoué, publié puis sérialisé dès l'âge de 16 ans dans le Weekly Shônen Jump. Sa jeunesse, sa technique, sa rapidité et son obsession avec le manga (il ne s'arrête de dessiner que pour dormir) en font le rival attitré. Adepte de calembours et complètement à l'ouest (dès qu'on ne parle plus de manga) mais doté d'un instinct très sûr, il apprécie énormément la rivalité qui oppose son style "pur shônen", quintessence du magazine Shônen Jump, et le style hors-norme et novateur ('non-mainstream') de Muto Ashirogi.
Ami et avant tout rival n°1 de Muto Ashirogi, Eiji est un jeune mangaka considéré comme un génie par le Jump compte tenu de son jeune âge et de son talent. Originaire d'Aomori, il passe son temps à dessiner des mangas depuis l'âge de 6 ans, et ne vit que pour le manga. Son talent et son génie lui vaudront de nombreux prix, mais c'est loin d'être un enfant de chœur puisqu'en effet il demandera à son éditeur et au directeur éditorial en personne le droit de mettre fin à un manga qu'il déteste s'il réussissait à devenir le meilleur mangaka du Jump. Doté d'une grande intuition, ses « prédictions » se sont toujours révélées justes.
- Shinta Fukuda (福田 真太, Fukuda Shinta?)

Ami et rival de Muto Ashirogi, Shinta possède un dessin très brouillon couplé d'un scénario très violent qui le différencie des autres mangakas. Il est très arrogant et possède un esprit de compétition hors du commun, mais peut s'avérer d'une grande aide pour ses amis rivaux.
- Takurô Nakai (中井 巧朗, Nakai Takurō?)

Mangaka vétéran depuis 10 ans, Takurō passe ses instants d'assistant à assistant. Son rêve est d'obtenir une série et de trouver une fiancée qui lui convienne.
- Yuriko Aoki (青木 優梨子, Aoki Yuriko?)

Connue sous son pseudonyme Kō Aoki (蒼樹 紅, Aoki Kō), étudiante à l'université, elle fait ses débuts dans le genre Shōjo avant de s'attaquer au Shōnen sous l'assistance de Takurō pour sa première série. Très orgueilleuse dans son travail et son comportement, une nouvelle facette de sa personnalité s'ouvrira aux yeux de ses amis.
- Kazuya Hiramaru (平丸 一也, Hiramaru Kazuya?)

Ancien cadre de bureau, il quitte son travail pour devenir mangaka prétendant que cela lui rapporterait de l'argent et des femmes. Ayant obtenu une série malgré un prix honorable au concours Treasure, il est décrit comme un autre genre de génie par la rédaction du Jump. Se plaignant de son nouveau travail et cherchant par tous les moyens de pouvoir se reposer et arrêter le manga, son éditeur n'hésite pas à user de combines pour le forcer à continuer en lui promettant monts et merveilles, spécialement Yuriko dont Kazuya est amoureux.
- Aiko Iwase (岩瀬 愛子, Iwase Aiko?)

Connue sous son pseudonyme Aiko Akina (秋名 愛子, Akina Aiko) et rivale et camarade de classe d'Akito dont elle est amoureuse, Aiko est une élève très studieuse et apprécie particulièrement les romans. Ayant toujours concourue contre Akito aux examens, elle souhaite de nouveau concourir contre lui en créant un manga avec l'aide d'Eiji.
- Shoyo Takahama (高浜 昇陽, Takahama Shoyo?)

Ami de Muto, il débute en tant que son assistant avant d'obtenir sa propre série, et devient également son rival. D'abord d'apparence antipathique, Shoyo se révèle être un fan de Disney et devient plus sociable. Il aime créer ses mangas, mais déteste que son éditeur ne le laisse pas créer ce qu'il veut.
- Ryû Shizuka (静河 流, Shizuka Ryū?)

Mangaka débutant, il possède des soucis de sociabilité, ne parle jamais à son éditeur et préfère jouer aux jeux vidéo. Avec cette personnalité très sombre, Ryū crée des mangas qui sont du genre Seinen et violent. Son éditeur l'aide à adoucir son style et à mieux s'intégrer à la société.
- Shun Shiratori (白鳥 シュン, Shiratori Shun?)

Ami et assistant de Muto, il vient d'une famille noble, et sa mère souhaite faire de lui un artiste plutôt qu'un mangaka car elle juge ce travail sans avenir et indécent envers sa famille. Ne prétendant à aucun avenir, il souhaite devenir mangaka et est aidé par Akito pour construire sa série.
- Tôru Nanamine (七峰 透, Nanamine Tōru?)

Fan et rival de Muto ; d'apparence joyeux et aimable, il est en revanche peu scrupuleux et calculateur. Tôru n'hésite pas à tenter de gravir les échelons du Jump pour obtenir une série à succès à l'aide de moyens non orthodoxes et radicaux.
- Nobuhiro Mashiro (真城 信弘, Mashiro Nobuhiro?)

Connu sous son pseudonyme « Tarô Kawaguchi » (川口 たろう, Kawaguchi Tarō). Il est le défunt oncle de Moritaka. Il a choisi de devenir mangaka car il pensait pouvoir plaire aux filles, il a connu les règles et les obstacles pour devenir célèbre et créer finalement un manga populaire adapté en dessin animé. Sa seule série populaire était La Légende des super-héros, un manga gag dont plusieurs personnages disent avoir été fans de son œuvre. Il a été un modèle de prédilection pour Moritaka et ce dernier se sentait très proche de lui. Comme Moritaka, il a vécu une histoire d'amour à distance avec une fille dont il était amoureux au collège à s'écrire des lettres sans jamais pouvoir se confesser à l'autre. Espérant pouvoir l'épouser dès qu'il deviendrait célèbre, son rêve s'est brisé en apprenant que la fille qu'il aimait s'était déjà mariée et était devenue secrétaire. Mais il ne regrettera rien car selon lui, si elle n'avait pas été là pour lui, il n'aurait pas réussi à être célèbre. Malheureusement deux ans plus tard, Nobuhiro décéda de surmenage, brisant ainsi le rêve de Moritaka de pouvoir devenir mangaka.

### Rédaction duWeekly Shōnen Jump
- Hisashi Sasaki (佐々 木尚, Sasaki Hisashi?)

Directeur éditorial autrefois éditeur de Tarō Kawaguchi avant que ce dernier ne décède, il est très strict et autoritaire vis-à-vis des auteurs et des éditeurs mais peut être compréhensif et analyste.
- Yoshihisa Heishi (瓶子 吉久, Heishi Yoshihisa?)

Directeur-adjoint, il assiste le directeur éditorial aux réunions et y apporte souvent son opinion et ses observations.
- Sôichi Aida (相田 聡一, Aida Sōichi?)

Responsable éditorial ainsi qu'éditeur responsable du duo formé par Kô et Takurô, il est quelqu'un d'oppressant et n'hésite pas à rappeler à l'ordre son équipe.
- Kôji Yoshida (吉田 幸司, Yoshida Kōji?)

Responsable éditorial ainsi qu'éditeur responsable de Kazuya Hiramaru, il est très perspicace et utilise tous les moyens nécessaires pour forcer Kazuya à écrire son manga le plus longtemps possible.
- Yûjirô Hattori (服部 雄二郎, Hattori Yūjirō?)

Éditeur responsable d'Eiji et de Shinta, il a beaucoup de difficultés à gérer les personnalités différentes d'Eiji et de Shinta mais s'y habitue à la longue grâce aux succès de leur série et espère obtenir le poste de responsable.
- Akira Hattori (服部 哲, Hattori Akira?)

Premier éditeur responsable de Muto Ashirogi. Ayant beaucoup d'expérience dans le domaine et ne cachant pas qu'il met sa carrière en jeu, il n'hésite pas à donner pas mal de conseils et d'astuces au duo et faire en sorte pour qu'ils puissent créer ensemble un manga populaire qui peut surpasser celui d'Eiji.
- Gorô Miura (港浦 吾郎, Miura Gorō?)

Second éditeur responsable de Muto Ashirogi et de Shoyo Takahama, il semble sûr de lui et confiant mais manque cruellement d'expérience et de compétence pour le bien de l'avenir du duo, ce qui amène leur relation à des désaccords fréquents sur leur façon respective de concevoir un manga.
- Masakazu Yamahisa (山久 雅和, Yamahisa Masakazu?)

Second éditeur responsable de Kō Aoki seulement et de Ryū Shizuka, il est très attentif au sujet des attentes des lecteurs et cherche à aider davantage les auteurs.
- Tatsurô Kosugi (小杉 達朗, Kosugi Tatsurō?)

Jeune éditeur responsable de Tōru Nanamine, il prend très à cœur son rôle d'aider et de conseiller l'auteur dont il a la charge mais il a du mal à imposer ses directives.

### Autres personnages
- Miyuki Azuki (亜豆 美雪, Azuki Miyuki?)

Sous son nom de jeune fille Miyuki Haruno, elle est la mère de Miho, mais également le grand amour de Nobuhiro Mashiro. Elle était aussi secrètement amoureuse de Nobuhiro. Ensemble, ils s'envoyaient régulièrement des lettres ordinaires mais ne voyant pas que Nobuhiro lui déclare son amour, elle ne pouvait plus attendre et décida d'épouser quelqu'un d'autre. Trois ans plus tard, elle découvrit le dessin animé La Légende des super-héros et était très heureuse pour Nobuhiro qui avait réussi son objectif.
- Hidemitsu Ishizawa (石沢 秀光, Ishizawa Hidemitsu?)

Camarade de classe de Moritaka et Akito, il se vante d'avoir un meilleur talent au dessin que celui de Moritaka et n'hésite pas à se moquer d'eux.
- Kôji Makaino (間界野 昂次, Makaino Kōji?)

Star du rock connu sous son pseudonyme KOOGY, il participe au Golden Future Cup dans lequel concourent les mangas de Muto Ashirogi, Shinta Fukuda, Kô Aoki et Takurô Nakai pour une future sérialisation si ceux-ci obtiennent suffisamment de votes de la part des lecteurs. Lors de l'annonce de son entrée au concours, Kōji appelle ses fans à voter pour lui ce qui déclenche une vague de protestation de la part des autres auteurs.
- Naoto Ogawa (小河 直人, Ogawa Naoto?)

Un des assistants de Muto pour la série Détective Mystificateur TRAP ; il est le plus âgé et le plus expérimenté.
- Natsumi Katô (加藤 奈津実, Katō Natsumi?)

Une des assistants de Muto Ashirogi pour les séries Détective Mystificateur TRAP et PCP, elle est également assistante de Shoyo Takahama pour BB Kenichi et de Kô Aoki pour Au Temps des feuilles vertes. Elle est la seule femme assistante du groupe.
- Ichiriki Orihara (折原 一力, Orihara Ichiriki?) : Un des assistants de Muto Ashirogi pour les séries Cours! Tanto Daihatsu et PCP ; il est souvent de bonne humeur, jovial et énergique et apprécie son travail d'assistant.

- Shûichi Moriya (森屋 秀一, Moriya Shūichi?)

Un des assistants de Muto Ashirogi pour la série PCP, après avoir été finaliste au prix Tezuka et abandonné l'école de design, il décide de se concentrer pour devenir mangaka, chose qu'il considère plus comme un art que comme un produit de vente, mais cela sera plus compliqué qu'il ne le pense.

## Univers

### Liste des mangas fictifs
Dans la série Bakuman en version anime, le nom du magazine "Jump" est remplacé par "Jack".
- La Légende des super-héros (超ヒーロー伝説, Chō Hīrō Densetsu?) par Tarō Kawaguchi

Série comique publiée dans le Weekly Shōnen Jack en 12 volumes → Adaptée en dessin-animé.
- Happy Ranger (ハッピーレンジャー, Happīrenjā?) par Tarō Kawaguchi

Premier essai comique.
- Large Bander (ラージバンダー, Ｌａｒｇｅ　Ｂａｎｄｅｒ?) par Eiji Niizuma

Essai d'action primé du prix Tezuka.
- Deux Terres (ふたつの地球, Futatsu no Chikyū?) par Moritaka Mashiro et Akito Takagi

Premier essai de science-fiction non primé du prix Treasure.
- Sur 100 Millions (１億分の, Ichioku Bu no?) par Moritaka Mashiro et Akito Takagi

Deuxième essai de science-fiction non primé du prix Tezuka.
- Haitenpepoo (ハイテンピーポー, Ｈａｉｔｅｎｐｅｐｏｏ?) par Eiji Niizuma

Essai d'action primé du prix Tezuka.
- Dogamiberon (ドガミベロン, Ｄｏｇａｍｉｂｅｒｏｎ?) par Eiji Niizuma

Essai d'action primé du prix Tezuka.
- Notre monde est régi par l'argent et le savoir (この世は金と知恵, Kono Yo ha Kane to Chie?) par Muto Ashirogi

Troisième essai de science-fiction publié dans l'Akamaru Jack
- CROW (クロウ, ＣＲＯＷ?) par Eiji Niizuma

Essai d'action publié dans l'Akamaru Jump → Série publiée dans le Weekly Shōnen Jack en 36 volumes → Adaptée en dessin animé.
- Angel Days (エンジェルデイズ, Enjeru Deizu?) par Muto Ashirogi

Essai d'action non retenu au concours Golden Future Cup
- KIYOSHI KNIGHT (ＫＩＹＯＳＨＩ騎士, Kiyoshi Naito?) par Shinta Fukuda

Essai d'action vainqueur au concours Golden Future Cup → Série publiée dans le Weekly Shōnen Jack en 17 volumes.
- Détective Mystificateur TRAP (擬探偵ＴＲＡＰ, Gitantei TRAP?) par Muto Ashirogi

Essai policier vainqueur au concours Golden Future Cup → Série publiée dans le Weekly Shōnen Jack en 5 volumes.
- Hideout Door (ハイドアウトドア, ｈｉｄｅｏｕｔ　ｄｏｏｒ?) par Kō Aoki et Takurō Nakai

Essai fantastique ayant participé au concours Golden Future Cup → Série publiée dans le Weekly Shōnen Jack en 4 volumes.
- Karafujikaru (カラフジカル, Karafujikaru?) par Kōji Makaino

Essai fantaisiste ayant participé au concours Golden Future Cup → Série en cours publiée dans le Monthly Jack Square.
- Rakko #11 (ラッコ１１号, Rakko Jūichi-gō?) par Kazuya Hiramaru

Premier essai tragi-comique primé du prix Treasure → Série publiée dans le Weekly Shōnen Jack en 21 volumes → Adaptée en dessin animé.
- BB Kenichi (ＢＢケンイチ, Business Boy Kenichi?) par Shōyō Takahama

Essai comique récompensé du 2e prix Treasure → Série publiée dans le Weekly Shōnen Jack en 3 volumes.
- Ten (テン, Ten?) par Muto Ashirogi

Essai comique publié dans le Weekly Shōnen Jack.
- Future Watch - La Montre du Futur (Ｆｕｔｕｒｅ　Ｗａｔｃｈ　-　未来時計, Future Watch - Mirai Tokei?) par Muto Ashirogi

Essai de science-fiction publié dans le Weekly Shōnen Jack.
- Shapon - La fin du Japon (斜本 - 日本の終わり, Shapon - Nippon no Owari?) par Ryu Shizuka

Premier essai d'horreur / science-fiction primé du prix Treasure.
- Cours! Tanto Daihatsu (走れ！大発タント, Hashire! Daihatsu Tanto?) par Muto Ashirogi

Essai comique publié dans l'Akamaru Jack → Série publiée dans le Weekly Shōnen Jack en 2 volumes.
- True Human (トゥルーヒューマン, Ｔｒｕｅ　ｈｕｍａｎ?) par Ryu Shizuka

Essai d'action/science-fiction publié dans l'Akamaru Jack → Série publiée dans le Weekly Shōnen Jack en 20 volumes.
- Au temps des feuilles vertes (青葉の頃, Aoba no Koro?) par Kô Aoki

Essai romantique publié dans l'Akamaru Jack → Série publiée dans le Weekly Shōnen Jack en 12 volumes.
- +NATURAL (プラスナチュラル, ＋ＮＡＴＵＲＡＬ?) par Aiko Akina et Eiji Nîzuma

Série fantastique en cours publiée dans le Weekly Shōnen Jack → Adaptée en dessin-animé et romans.
- PCP - Le Parti du Crime Parfait (ＰＣＰ - 完全犯罪党, PCP - Kanzen Hanzai Tō?) par Muto Ashirogi

Série familiale en cours publiée dans le Weekly Shōnen Jack → Transférée dans le Hissho Jack → Adaptée en CD drama et romans.
- Road Racer GIRI (ロードレーサーＧＩＲＩ, Rōdo Rēsā GIRI?) par Shinta Fukuda

Essai d'action publié dans le Weekly Shōnen Jump → Série en cours publiée dans le Weekly Shōnen Jack → Adaptée en dessin-animé.
- Mikata, le justicier (正義の三肩, Seigi no Mikata?) par Shōyō Takahama

Série judiciaire en cours publiée dans le Weekly Shōnen Jack → Adaptée en série télévisée.
- Loveta & Peace (恋太＆ピース, Rabuta & Pīsu?) par Shun Shiratori (scénario de l'essai et des deux premiers chapitres : Takaaki Kido)

Essai dramatique publié dans le Weekly Shōnen Jack → Série publiée dans le Weekly Shōnen Jack en 3 volumes.
- Ce que Dieu m'a donné… (神様がくれた・・・, Kami-sama ga kureta…?) par Kō Aoki

Essai romantique vainqueur au concours Love Festa → Série publiée dans le Weekly Shōnen Jack en 10 volumes.
- Ça ne marche pas avec moi (僕には通じない, Boku ni ha tsūjinai?) par Kazuya Hiramaru

Essai romantique 2e au concours Love Festa → Série en cours publiée dans le Weekly Shōnen Jack　→ Adaptée en dessin-animé
- Une histoire des plus simples (ささやかな時, Sasayakana Toki?) par Muto Ashirogi

Essai romantique 4e au concours Love Festa.
- La Classe de la Vérité (シンジツの教室, Shinjitsu no Kyōshitsu?) par Tôru Nanamine

Essai d'action non primé du prix Treasure.
- L'anxiété et le gaz qui l'accompagne (緊張とそれに伴う気体, Kinchō to sore ni tomonau kitai?) par Tôru Nanamine

Essai d'action publié dans le Weekly Shōnen Jack.
- Ce qu'il faut pour mener une vie scolaire profitable (有意義な学園生活に必要なソレ, Yūigina gakuen seikatsu ni hitsuyōna sore?) par Tōru Nanamine

Série d'action publié en 2 volumes dans le Weekly Shōnen Jump.
- ZOMBIE☆GUN (ゾンビ☆ガン, ＺＯＭＢＩＥ☆ＧＵＮ?) par Eiji Niizuma

Essai d'action publié dans le Weekly Shōnen Jack → Série en cours publiée dans le Weekly Shōnen Jack.
- REVERSI (リバーシ, ＲＥＶＥＲＳＩ?) par Muto Ashirogi

Essai d'action publié dans le Weekly Shōnen Jump → Série publiée dans le Weekly Shōnen Jump en 6 volumes → Adaptée en dessin-animé.

### Listes des chansons fictives
- Chō Hīrō Densetsu (超ヒーロー伝説?) par Hironobu Kageyama

Générique d'ouverture de la série animée La Légende des super-héros.
- GET UP par Koogy
- Euphoria par Koogy
- Zettai☆Shōjo Shugi!! (絶対☆少女主義！！?) par Sei Visual Jogakuin Gasshō-bu

Générique d'ouverture de la série animée Saint-Visual! Lycée de Jeunes Filles.
- Yoake Sunzen no Symphony (夜明け寸前のシンフォニー?) par Sei Visual Jogakuin Gasshō-bu

Générique de fermeture de la série animée Saint-Visual! Lycée de Jeunes Filles.
- FAKER TRICK! par Mai Kotone

Faux générique d'ouverture de la série animée Détective Mystificateur TRAP.
- CROW's SKY par Kita Shūhei

Générique d'ouverture de la série animée CROW.
- WE WISH A MERRY CHRISTMAS par Miho Azuki
- Rakko Jūichi-gō no Uta (ラッコ１１号の歌?) par Hyadain + Rina Hidaka

Générique d'ouverture de la série animée Rakko 11.
- Frame in Flame par OLDCODEX

Générique d'ouverture de la série animée REVERSI.
- OR par REI

Générique de fermeture de la série animée REVERSI.

## Manga

### Fiche technique
- Édition japonaise : Shūeisha
  - Nombre de volumes sortis : 20 (terminé)
  - Date de première publication : janvier 2009
  - Prépublication : Weekly Shōnen Jump, août 2008 - avril 2012[1]
- Édition française : Kana[2]
  - Nombre de volumes sortis : 20 (terminé)
  - Date de première publication : juillet 2010
  - Format : 115 mm x 175 mm
  - 192 pages par volume
- Autres éditions  :
  -  Tokyopop
  -  Norma Editorial
  -   Viz Media
  -  Panini

### Liste des volumes et chapitres
Deux chapitres spéciaux, intitulés .âgé 13, sont publiés en septembre 2015. Il s'agit d'une préquelle au manga.

## Réception
Les dix-sept premiers volumes de la série ont été tirés à plus de 13 millions d'exemplaires en avril 2012. En 2011, la série se classe septième des meilleures ventes au Japon, avec près de 4 400 000 exemplaires vendus, alors qu'en 2012 la série se classe dixième des meilleures ventes au Japon, avec plus de 3 200 000 exemplaires vendus.
Le manga a été élu meilleur shônen au Japan Expo Awards 2011.

### Interprétation
D'après le cadre d'analyse d'Ikujiro Nonaka, Bakuman pourrait être considéré comme un journal interne de la compagnie Shūeisha, destiné à faire circuler les informations entre les différents membres de l'entreprise, actuels et futurs. En effet, toujours selon Nonaka et Takeuchi, dans la société japonaise, souvent qualifiée de "société de l'information", il est courant que les compagnies utilisent des journaux internes pour expliciter les savoirs tacites et faire circuler les connaissances à travers toutes les couches de l'entreprise.

## Anime

### Fiche technique
- Auteurs originaux : Tsugumi Ōba et Takeshi Obata
- Réalisation : Kenichi Kasai et Noriaki Akitaya
- Supervision du scénario : Reiko Yoshida
- Direction artistique : Chikako Shibata
- Character design et direction de l'animation : Tomoyuki Shitaya
- Musique : Audio Highs
- Studio d'animation : J.C. Staff
- Licencié par :
  -  Japon : Shogakukan
  -  France : Kazé[9]
- Nombre d'épisodes :
  -  Première saison : 25 (diffusés - terminée) / 25 (sortis en DVD - terminée)
  -  Deuxième saison : 25 (diffusés - terminée) / 25 (sortis en DVD - terminée)
  -  Troisième saison : 25 (diffusés - terminée) / 25 (sortis en DVD - terminée)
  -  Première saison : 25 (diffusés - terminée) / 25 (sortis en DVD - terminée)
  -  Deuxième saison : 25 (diffusés - terminée) / 25 (sortis en DVD - terminée)
- Durée : 25 minutes
- Date de première diffusion au Japon sur NHK E :
  - du 2 octobre 2010 au 2 avril 2011 (saison 1)
  - du 1er octobre 2011 au 24 mars 2012 (saison 2)
  - du 6 octobre 2012 au 30 mars 2013 (saison 3)
- Date de première diffusion en France sur Mangas :
  - du 2 octobre 2013 au 5 novembre 2013 (saison 1)
  - du 6 novembre 2013 au 10 décembre 2013 (saison 2)
- Version française :
  - Société de doublage : Studio Wantake[10]
  - Direction artistique : Frédéric Souterelle[11]
  - Adaptation des dialogues : Jessica Bluthe, Adélaïde Pralon, Thibault Codevelle, Mélanie Bréda, Camille Demaret, Thibault Longuet, Amélie Antoine, Audrey Péon, Hélène Moallic, Mirentxu Pascal D'Audaux, Alain Leguillon, Ornella Jacob[11]
  - Ingénieur du son : Guillaume Sablon, Erwan Le Gall

### Musiques
- Génériques d'ouverture :
  - Blue Bird par Kobukuro (Saison 1)
  - Dream of Life par Shohei Ito (Saison 2)
  - Moshimo no Hanashi (もしもの話?) par nano.RIPE (Saison 3 → Épisodes 1 à 13)
  - Nijūsan-ji Yonjū-fun (23時40分?) par Hyadain feat. Base Ball Bear (Saison 3 → Épisodes 14 à 25)
- Génériques de fermeture :
  - BAKUROCK ~Mirai no Rinkakusen~ (BAKUROCK 〜未来の輪郭線〜?) par YA-KYIM (Saison 1 → Épisodes 1 à 13)
  - Genjitsu to iu Na no Kaibutsu to tatakau Monotachi (現実という名の怪物と戦う者たち?) par Yu Takahashi (Saison 1 → Épisodes 14 à 25)
  - Monochrome rainbow par Tommy heavenly6 (Saison 2 → Épisodes 1 à 16)
  - Parallel (パラレル?) par Fumiya Sashida (Saison 2 → Épisodes 17 à 25)
  - Pride on Everyday par Sphere (Saison 3 → Épisodes 1 à 13)
  - Yume Sketch (夢スケッチ?) par JAM Project (Saison 3 → Épisodes 14 à 25)

### Doublage
En avril 2025, le doublage VF a été refait pour les 2 premières saisons de l'anime.[réf. nécessaire]
| Personnages       | Voix japonaises,     | Voix françaises,    |
| ----------------- | -------------------- | ------------------- |
| Moritaka Mashiro  | Atsushi Abe          | Adrien Solis        |
| Akito Takagi      | Satoshi Hino         | Grégory Laisné      |
| Miho Azuki        | Saori Hayami         | Emma Darmon         |
| Kaya Miyoshi      | Sayuri Yahagi        | Isabelle Volpe      |
| Eiji Niizuma      | Nobuhiko Okamoto     | Nicolas Beaucaire   |
| Aiko Iwase        | Ayumi Fujimura       | Camille Donda       |
| Akira Hattori     | Kentarō Tone         | Christophe Seugnet  |
| Yūjirō Hattori    | Hirofumi Nojima      | Cyril Aubin         |
| Hisashi Sasaki    | Kenyû Horiuchi       | Bernard Jung        |
| Yoshihisa Heishi  | Shinji Kawada        | Frédéric Souterelle |
| Shinta Fukuda     | Junichi Suwabe       | Jean-Pierre Leblan  |
| Yuriko Aoki       | Ayako Kawasumi       | Ingrid Donnadieu    |
| Masakazu Yamahisa | Manabu Sakamaki      | Jean-Marco Montalto |
| Takurō Nakai      | Tomoyuki Shimura     | Lucas Bleger        |
| Soichi Aida       | Yūto Kazama          | Bruno Méyère        |
| Kōji Makaino      | Shotaro Morikubo     | Gwen Lebret         |
| Kazuya Hiramaru   | Masakazu Morita      | Bruno Méyère        |
| Kōji Yoshida      | Takehito Koyasu      | Philippe Siboulet   |
| Shōyō Takahama    | Hiroki Shimowada     | Philippe Naman      |
| Gorō Miura        | Daisuke Kirii        | Gwen Lebret         |
| Shun Shiratori    | Yūichi Iguchi        |                     |
| Tōru Nanamine     | Shinnosuke Tachibana |                     |
| Tatsurō Kosugi    | Yūki Kaji            |                     |
| Nobuhiro Mashiro  | Kenji Hamada         | Jean-François Pages |

## Film
L'adaptation en adaptation live réalisée par Hitoshi Ōne a été annoncée en mai 2014. Le tournage du film se déroule entre mai et septembre 2014.
Le groupe de rock japonais Sakanaction interprète la bande originale du film, intitulée Motion Music of Bakuman et incluant la chanson thème Shin Takarajima (新宝島, « La nouvelle île au trésor »), éditée en single quatre jours avant la sortie du film. Lors du 39e Japan Academy Prize, Yasuyuki Ōzeki remporte le prix du meilleur montage et Sakanaction la meilleure composition.
Au bout de quatre semaines, le film avait engrangé plus de 1,3 milliard de yens (près de 10 millions d'euros) pour plus d'un million d'entrées.

## Produits dérivés

### Publications
- Characters Book
Un Characters Book nommé Charaman! est sorti le 29 décembre 2010 au Japon[20] et le 28 novembre 2014 en version française[21].

- Romans
Un roman en 2 parties basé sur le manga fictif Rakko 11 (ラッコ11号, Rakko Jūichi-gō?), écrit par Sho Hyuga et Tsugumi Ōba est sorti au Japon :
ラッコ11号　番貝編,  (ISBN 978-4-08-703257-4), est sorti le 29 décembre 2011[22] ;
ラッコ11号　圏貝編,  (ISBN 978-4-08-703268-0), est sorti le 4 juillet 2012[23].

- Fanbook
Un fanbook nommé PCP - Perfect Comic Profile est sorti le 4 janvier 2013 au Japon[24] et le 28 novembre 2014 en version française[25].

### DVD
Au Japon, la série animée est distribuée par Geneon Universal Entertainment en coffrets formats DVD et Blu-ray, regroupés par saison :
- 2 volumes sont sortis pour la première saison :
  - Box 1 avec 13 épisodes est sorti le 25 avril 2012[26];
  - Box 2 avec 12 épisodes est sorti le 23 mai 2012[27].
- 2 volumes sont sortis pour la deuxième saison :
  - Box 1 avec 13 épisodes est sorti le 20 juin 2012[28];
  - Box 2 avec 12 épisodes est sorti le 26 septembre 2012[29].
- 2 volumes sont sortis pour la troisième saison :
  - Box 1 avec 12 épisodes est sorti le 26 juin 2013[30].
  - Box 2 avec 13 épisodes est sorti le 28 août 2013[31].

En France, la série animée est éditée et distribuée par Kazé en coffrets formats DVD et Blu-ray, regroupés par saison, version originale sous-titrée et version française :
- 2 volumes sont sortis pour la première saison :
  - Box 1 avec 13 épisodes est sorti le 23 janvier 2013[32] ;
  - Box 2 avec 12 épisodes est sorti le 3 avril 2013[33].
- 2 volumes sont sortis pour la deuxième saison :
  - Box 1 avec 13 épisodes est sorti le 28 août 2013[34] ;
  - Box 2 avec 12 épisodes est sorti le 2 octobre 2013[35].

### Jeu vidéo
Un jeu vidéo nommé Bakuman: Road to Being a Manga Artist, édité par Namco Bandai Games, est sorti le 15 décembre 2011 sur Nintendo DS au Japon.